# Alberto Anchart
Alberto Juan Anchart (Buenos Aires, 24 settembre 1931 – Buenos Aires, 31 ottobre 2011) è stato un attore argentino.
Morì il 31 ottobre 2011 all'età di 80 anni presso l'ospedale spagnolo di Buenos Aires, vittima di un cancro terminale che era stato individuato un mese prima.

## Filmografia

### Cinema
- Los problemas de papà (1954)
- Crisol de hombres (1954)
- Venga a bailar el rock (1957)
- La casa de Madame Lulú (1968)
- El veraneo de los Campanelli (1971)
- El picnic de los Campanelli (1972)
- Clínica con música (1974)
- El profesor erótico (1976)
- Hay que parar la delantera (1977)
- Amigos para la aventura (1978)
- Cuatro pícaros bomberos (1979)
- Esto es vida (1982)
- Un loco en acción (1983)
- Diablito de barrio (1983)
- ¡¡Comiquísima!! La Revista Caliente (1994)
- Dibu, la película (1997)
- Arregui, la noticia del día (2001)
- Dibu 3 (2002)
- La cola (2011)

### Televisione
- Los Campanelli (1969-1974)
- El Chinchorro (1971)
- El Sangarropo (1973)
- El tango del millón (1973)
- Tiempos de serenata (1981)
- Mi familia es un dibujo (1996)
- Flor - Speciale come te (Floricienta) (2004)
- Collar de Esmeraldas (2006)
- Desaparecer (2007)